# Kalynivka
Kalynivka ([kauliniuka]ⓘ, en ucraniano Калинівка; ruso Калиновка (Kalinovka), polaco Kalinówka o alemán Kalyniwka) es una ciudad de Ucrania en la provincia de Vínnitsa, a unos 24 kilómetros al norte de Vínnitsa (capital de la provincia) y a 182 km al suroeste de Kiev.

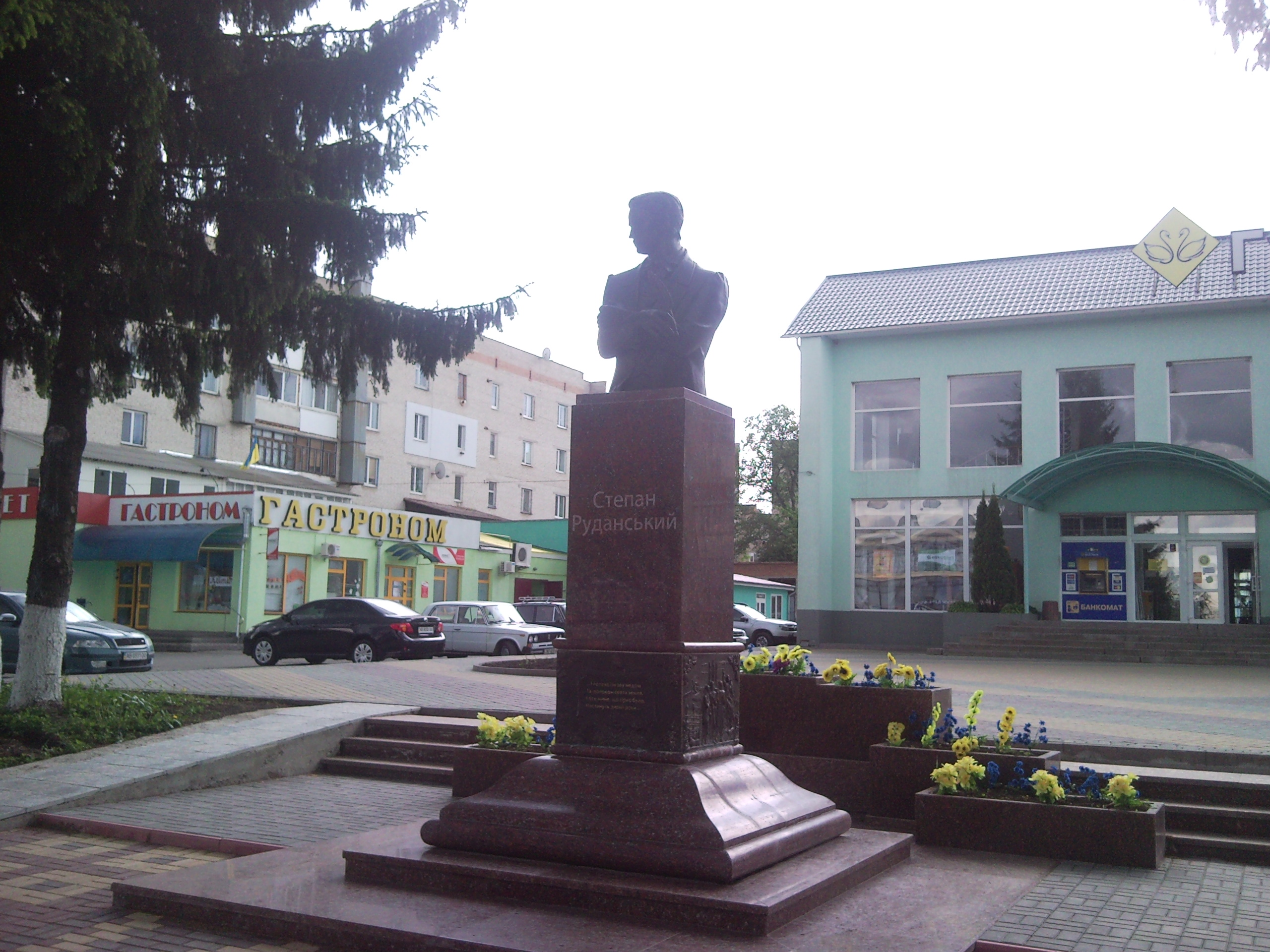
Monumento al poeta Stepan Rudansky

El lugar fue mencionado por primera vez en 1774 y en 1935 recibió el estatus de Asentamiento de Tipo Urbano y desde 1979 el de villa. El desarrollo económico proviene,  en gran medida, de su ubicación, en la intersección de dos líneas de ferrocarriles.
El municipio incluye el pueblo de Pryluzke (Прилуцьке), así como los asentamientos de Kalynivka Druha (Калинівка Друга) y Rivnynne (Рівнинне).

## Depósito de municiones
Cerca de la villa, se encuentra el arsenal 48 del Ministerio de Defensa ucraniano (Unidad militar A-1119), uno de los mayores depósitos de municiones de Ucrania, con una superficie de 600 hectáreas y unas 188.000 toneladas de munición, la mayor parte de ella constituida por los sistemas de cohetes BM-21, BM-27, BM-30 y SS-21 Scarab.
En la noche del 26 de septiembre de 2017, se produjo un incendio, continuado con explosiones y lanzamientos de proyectiles de artillería. Fueron evacuadas más de 30.000 personas de la zona, cerrado el espacio aéreo en un radio de 50 kilómetros, desviando una parte del tráfico ferroviario y bloqueadas las carreteras de la región.

Ya en marzo de 2017, hubo otro incendio y explosiones en el depósito de municiones en Balaklija, donde una persona murió.

## Galería de fotos
UK Wikipedia
Youtube